# Реки Бельгии

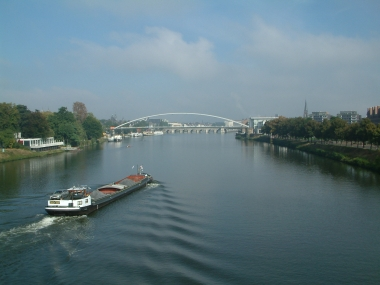
Маас

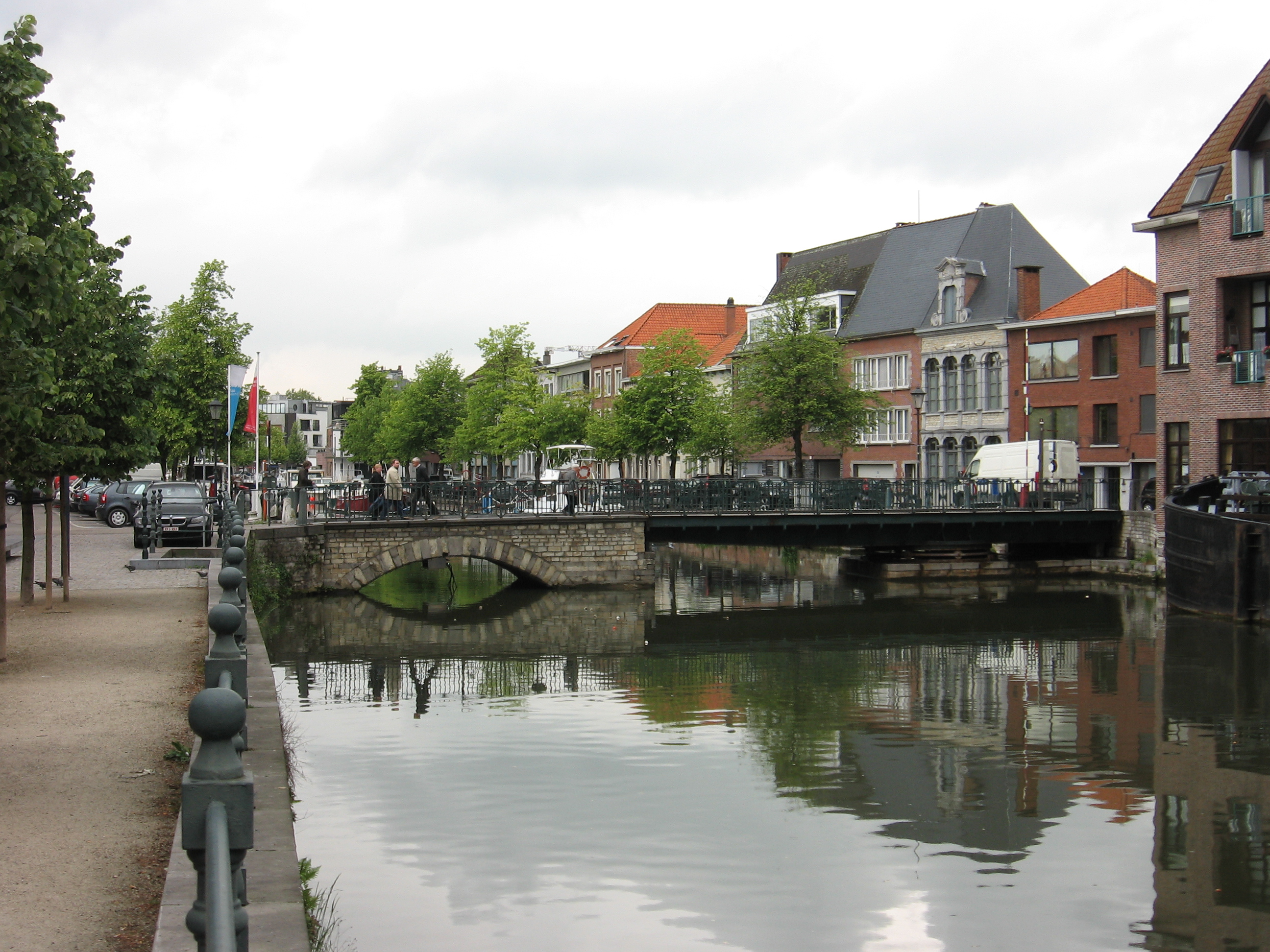
Дейле

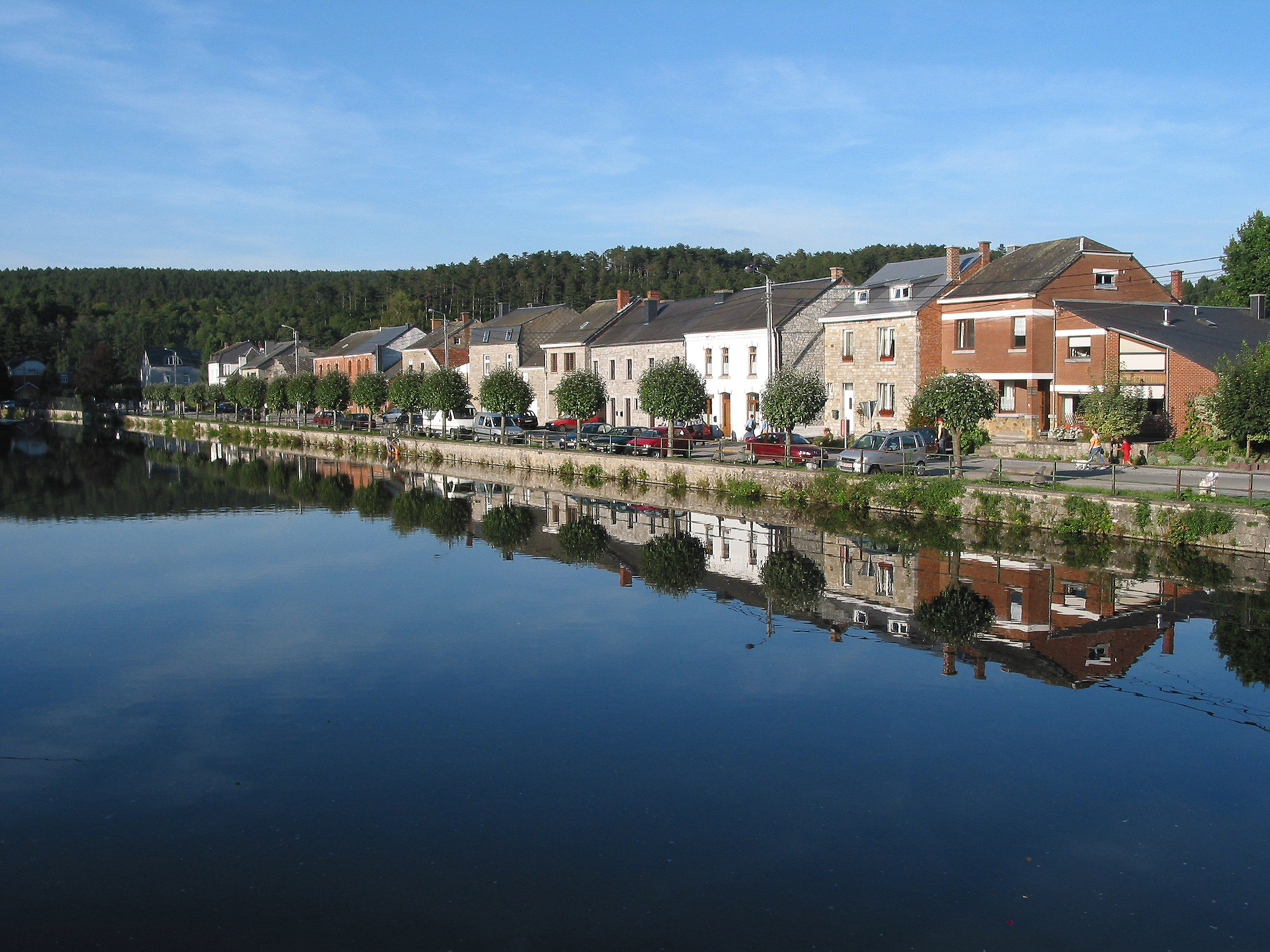
Лес

Реки Бельгии образуют густую полноводную сеть со спокойным течением. Наиболее значимыми являются реки — Маас с притоком Самбр во Фландрии и Шельда с притоком Лис в Валлонии. Часть рек Бельгии судоходна. Максимальный водосток приходится на зимнее время года, вследствие чего в этот период в Нижней Бельгии довольно часто бывают наводнения. Для регулирования стока на ряде рек создана сеть каналов, шлюзов и насосных станций.

## Список наиболее крупных рек по протяженности[2]
Список наиболее протяженных рек Бельгии.
| № | Река   | Бельгийское название (фр.) | Бельгийское название (нидерл.)            | Длина на территории Бельгии, км | Общая длина, км |
| - | ------ | -------------------------- | ----------------------------------------- | ------------------------------- | --------------- |
| 1 | Шельда | Escaut                     | Schelde                                   | 233                             | 430             |
| 2 | Маас   | Meuse                      | Maas                                      | 192                             | 855             |
| 3 | Семуа  | Semois                     | Semois (используется французский топоним) | 172                             | 198             |
| 4 | Урт    | Ourthe                     | Ourthe (используется французский топоним) | 165                             | 165             |
| 5 | Самбра | Sambre                     | Samber                                    | 145                             | 230             |
| 6 | Сенна  | Senne                      | Zenne                                     | 103                             | 103             |
| 7 | Нете   | Nethe                      | Nete                                      | 90                              | 90              |
| 8 | Дейле  | Dyle                       | Dijle                                     | 90                              | 90              |
| 9 | Лес    | Lesse                      | Lesse (используется французский топоним)  | 84                              | 84              |